# El Dorado (pel·lícula de 1988)
El Dorado és una pel·lícula dirigida per Carlos Saura, estrenada el 1988. Es va estrenar al Festival de Canes de 1988.

## Argument
Explica la història de Lope de Aguirre, que per encàrrec del rei Felip II va marxar a la recerca del mític regne d'El Dorado.

## Al voltant de la pel·lícula
Va ser la pel·lícula espanyola més cara fins llavors, amb un pressupost de 1.000 milions de pessetes (6 milions d'euros), i es va rodar a Costa Rica.

## Repartiment
- Omero Antonutti - Lope de Aguirre
- Lambert Wilson - Ursúa
- Eusebio Poncela - Guzmán
- Gabriela Roel - Inés
- Inés Sastre - Elvira
- José Sancho - La Bandera
- Patxi Bisquert - Pedrarías
- Francisco Algora - Llamoso
- Féodor Atkine - Montoya
- Abel Vitón - Henao
- Francisco Merino - Alonso Esteban
- Mariano González - Zalduendo
- Gladys Catania - Juana
- Alfredo Catania - Vargas
- Gustavo Rojas - Carrión

## Premis i nominacions

### Nominacions
- 1988. Palma d'Or
- 1989. Goya a la millor música original per Alejandro Massó
- 1989. Goya a la millor fotografia per Teo Escamilla
- 1989. Goya al millor muntatge per Pedro del Rey
- 1989. Goya a la millor direcció artística per Terry Pritchard
- 1989. Goya a la millor direcció de producció per Víctor Albarrán
- 1989. Goya al millor disseny de vestuari per Terry Pritchard i Maritza González
- 1989. Goya al millor maquillatge i perruqueria per José Antonio Sánchez i Paquita Núñez
- 1989. Goya al millor so per Gilles Ortion
- 1989. Goya als millors efectes especials per Reyes Abats

## Rebuda
- L'odissea de Lope de Aguirre i la conquesta d'El Dorado -que ja va donar peu a la famosa "Aguirre, la còlera de Déu", de Werner Herzog- en una recreació en l'aspecte formal però un punt deliqüescent en el seu contingut. El que per Herzog era deliri tocant la bogeria, aquí és una ambició o una cobdícia no prou explícites.[3]